# Školní vzdělávací program

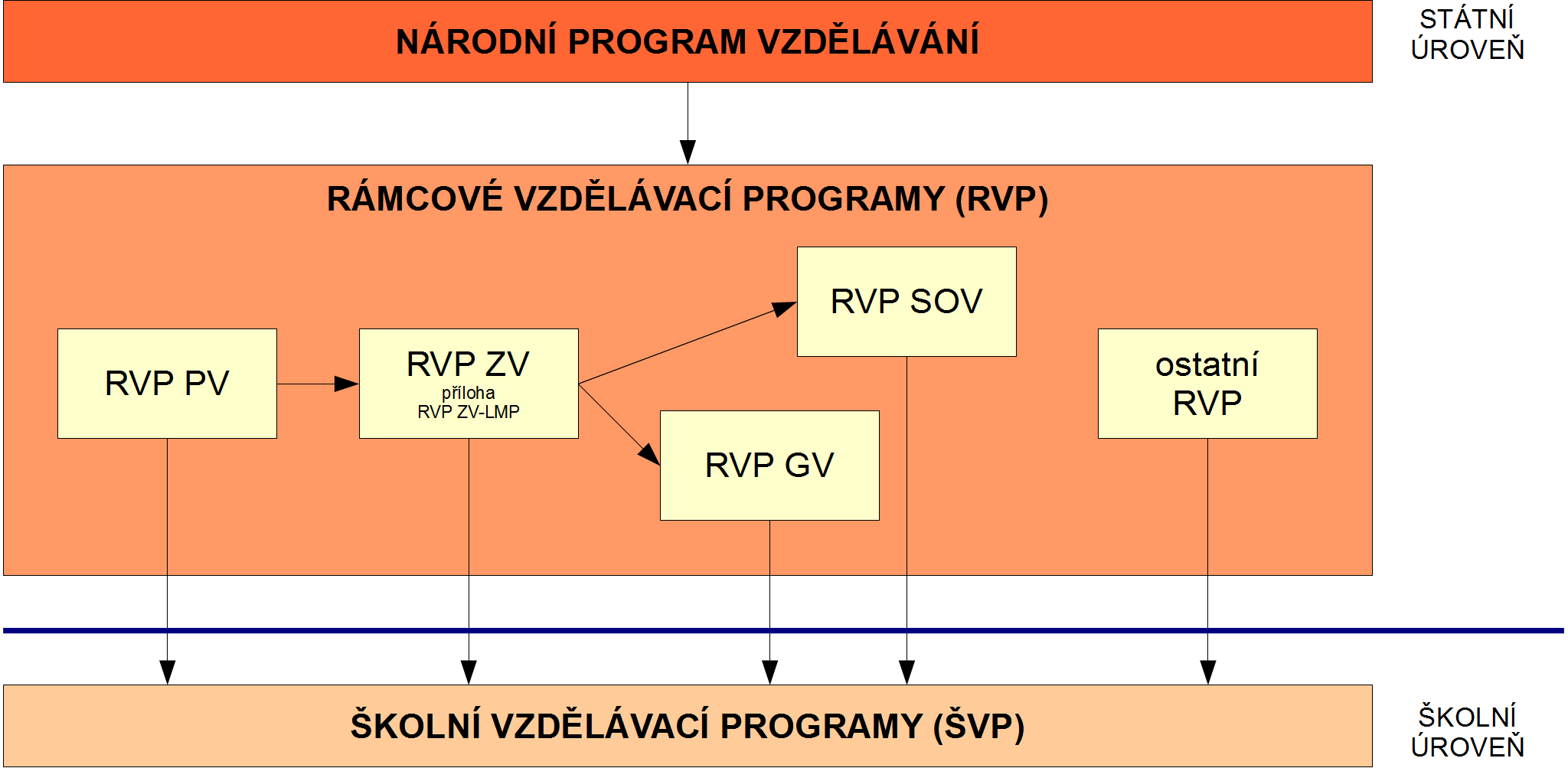
Kurikulární dokumenty

Školní vzdělávací program (ŠVP) je kurikulární dokument, který je vytvářen pedagogickými zaměstnanci každé školy v České republice. ŠVP je schvalován a vydáván ředitelem příslušného zařízení a musí být veřejně přístupný.
Závazným dokumentem pro tvorbu ŠVP je Rámcový vzdělávací program (RVP) pro základní, střední, předškolní, základní umělecké a jazykové vzdělávání.
Obsah vzdělávání může být ve ŠVP uspořádán do předmětů nebo jiných ucelených částí učiva (například modulů).
V případě, že RVP pro danou formu vzdělávání nebyl vydán, musí být v ŠVP stanoveny informace a podmínky vzdělávání, podle § 5 (2) zákona číslo 561/2004 (Školský zákon).
ŠVP je školou v rámci potřeb, změnou RVP, upravován.

## Možnosti ŠVP
Učitelé mohou:
- profilovat svoji školu a tím ji odlišit od jiných škol
- formulovat vlastní představy o podobě vzdělávání na své škole
- odbourat zbytečné duplicity v obsahu učiva
- lépe spolupracovat při mezioborovém vzdělávání
- posílit týmového ducha pedagogického sboru
- učit kreativně

Žáci:
- si mohou vybrat školu, která nejlépe vyhovuje jejich požadavkům
- se budou vzdělávat efektivněji

## Skladba ŠVP
ŠVP má následující závazné části vycházející z RVP:
- identifikační údaje
- charakteristika školy:
- charakteristika ŠVP
- učební plán
- učební osnovy
- hodnocení žáků a autoevaluace školy

Obsah ŠVP může být dělen do předmětů nebo jiných ucelených částí učiva.